# The Nightingale (film 1914)
The Nightingale è un film muto del 1914 diretto da Augustus E. Thomas. È il film d'esordio per Ethel Barrymore e Conway Tearle.

## Produzione
Il film fu prodotto dall'All Star Feature Film Corp.

## Distribuzione
Distribuito dalla Alco Film Corporation, il film uscì nelle sale cinematografiche statunitensi il 5 ottobre 1914.